# エルケ・ソマー
エルケ・ソマー（Elke Sommer, 1940年11月5日 - ）は、ドイツの女優、画家。エルケ・ゾンマーの表記もある。7ヵ国語に堪能で、ドイツのみならず、アメリカ・フランス・イタリアの作品にも出演している。

## 来歴
ベルリンで生まれ、第2次世界大戦の空襲を避けてバイエルン州のエアランゲンへ移る。父はペーター・フォン・シュレツ男爵でルター派の牧師だったが、彼女が14歳の時に亡くなっている。その後、イギリスのロンドンへ行き、住み込みの家事手伝いをしながら英語をマスターした。休暇で訪れたイタリアでミス・ヴィアレッジョに選ばれ、それから、映画監督ヴィットリオ・デ・シーカに見出され、1958年にイタリア映画の端役でデビュー。
翌1959年、本国の旧西ドイツ映画『死の船』でホルスト・ブッフホルツの相手役にキャスティングされ、以降、本格的な女優の道を歩む。1963年からはハリウッドにも進出し、均整のとれたプロポーションでグラマー女優として注目を集めた。1964年の第21回ゴールデングローブ賞で有望若手女優賞を受賞。同年のピンク・パンサーシリーズ『暗闇でドッキリ』（ピーター・セラーズ共演）は世界的にヒットした。
その後も多数の映画、テレビドラマに出演しているが、1990年代からは画家としても活躍しており、現在はロサンゼルスに住んでいる。
米国アカデミー賞のプレゼンターを、第38回（俳優ドン・ノッツと短編アニメ映画賞）、第40回（俳優リチャード・クレンナと音響編集賞）、第45回（全米映画協会の会長ジャック・ヴァレンティと外国語映画賞）の3度務めている。
1981年には、織作峰子（現在は写真家）が日本代表で出場したミス・ユニバース世界大会（開催地はニューヨークのミンスコフ劇場）で、ボブ・バーカーと共に司会を務めている。ちなみに、この年の審査員は元サッカー選手のペレ、歌手のフリオ・イグレシアス、俳優のリー・メジャース、オペラ歌手のアンナ・モッフォらで、ゲストにピーター・アレンが出演している。

## 主な出演作品

### 映画
| 公開年 | 邦題 原題                                                        | 役名                                     | 備考             |
| ------ | ---------------------------------------------------------------- | ---------------------------------------- | ---------------- |
| 1959   | 死の船 Das Totenschiff                                           | Mylene                                   |                  |
| 1961   | ラブ・ハント講座 Don't Bother to Knock                           | イングリッド                             |                  |
| 1962   | 甘い暴力 Douce violence                                          | エルケ                                   |                  |
| 1963   | 誘惑の海 Verführung am Meer                                      | エヴァ                                   |                  |
| 1963   | 勝利者 The Victors                                               | ヘルガ                                   |                  |
| 1963   | 逆転 The Prize                                                   | インガ・リサ・アンダーソン               |                  |
| 1964   | 暗闇でドッキリ A Shot in the Dark                                | マリア                                   |                  |
| 1964   | 荒野の決断 Unter Geiern                                          | アニー・ディルマン                       |                  |
| 1965   | バンボーレ Le Bambole                                            | ウーラ                                   |                  |
| 1965   | 銭の罠 The Money Trap                                            | リサ・バロン                             |                  |
| 1965   | 恋するパリジェンヌ The Art of Love                               | ニッキー                                 |                  |
| 1966   | オスカー The Oscar                                               | ケイ                                     |                  |
| 1966   | おフロの女王さま Boy, Did I Get a Wrong Number!                  | ディディ                                 |                  |
| 1967   | ベネチタ事件 The Venetian Affair                                 | サンドラ                                 |                  |
| 1967   | 大爆発 Die Hölle von Macao                                       | リリー                                   |                  |
| 1967   | キッスは殺しのサイン Deadlier Than the Male                      | イルマ                                   |                  |
| 1968   | 彼女の不道徳な夢 The Wicked Dreams of Paula Schultz              | ポーラ・シュルツ                         |                  |
| 1968   | ラスベガス強奪作戦 Las Vegas, 500 millones                       | アン・ベネット                           |                  |
| 1968   | サイレンサー 破壊部隊 The Wrecking Crew                          | リンカ                                   |                  |
| 1971   | ツェッペリン Zeppelin                                            | エリカ                                   |                  |
| 1972   | SFコンピューターマン Probe                                       | ウリ                                     | テレビ映画       |
| 1972   | 処刑男爵 Gli orrori del castello di Norimberga                   | エヴァ・アーノルド                       |                  |
| 1973   | 新エクソシスト/死肉のダンス Lisa e il diavolo                    | リサ                                     |                  |
| 1974   | そして誰もいなくなった Einer von uns beiden                      | Miezi                                    |                  |
| 1976   | スイス・コネクション The Swiss Conspiracy                        | リタ・ジェンセン                         |                  |
| 1976   | 追跡! 麻薬コネクション Pronto ad uccidere                        | ペローンの秘書                           |                  |
| 1978   | ミス・ユー/氷の接吻(くちづけ) I Miss You, Hugs and Kisses        | マグダレーナ                             |                  |
| 1979   | ゼンダ城の虜 The Prisoner of Zenda                               | 伯爵夫人                                 |                  |
| 1979   | プロフェッショナル7 The Fantastic Seven                          | レベッカ・ウェイン                       | テレビ映画       |
| 1979   | 犯罪パズル The Double McGuffin                                   | クーラ首相                               |                  |
| 1979   | ゴールド・ハンター The Treasure Seekers                          | ウルスラ                                 |                  |
| 1985   | ジェニーズ・ウォー Jenny's War                                   | エヴァ                                   | テレビ映画       |
| 1986   | 愛と戦いの日々 ロマノフ王朝 大帝ピョートルの生涯 Peter the Great | シャルロッテ王妃                         | ミニシリーズ     |
| 1986   | ハリウッド・ゴースト・ストーリー Hollywood Ghost Stories         | -                                        | ドキュメンタリー |
| 1986   | アナスタシア/光・ゆらめいて Anastasia: The Mystery of Anna       | イザベル・フォン・ホーエンシュタウフェン | テレビ映画       |
| 1987   | デス・ストーン Der Stein des Todes                               | クリス・パターソン                       |                  |
| 1992   | ミュータント・ハンド Severed Ties                                | ヘレナ・ハリソン                         |                  |
| 2000   | フラッシュバック Flashback - Mörderische Ferien                  | フラウ・ラスト                           |                  |

### テレビシリーズ
| 放映年    | 邦題 原題                                       | 役名           | 備考        |
| --------- | ----------------------------------------------- | -------------- | ----------- |
| 1976      | 600万ドルの男 The Six Million Dollar Man        | マーティン博士 | 1エピソード |
| 1981-1984 | ラブ・ボート The Love Boat                      |                | 4エピソード |
| 1987      | それいけ!! 2人は逃亡者 Adventures Beyond Belief | ブルーノ校長   | 1エピソード |